# Ковентри, Джордж, 8-й граф Ковентри
Джордж Уильям Ковентри, 8-й граф Ковентри (англ. George Coventry, 8th Earl of Coventry; 16 октября 1784 — 15 мая 1843) — британский пэр и политик. Он носил титул учтивости — виконт Дирхерст с 1809 по 1831 год.

## Происхождение и образование
Родился 16 октября 1784 года. Старший сын Джорджа Ковентри, 7-го графа Ковентри (1758—1831), и его жены Пегги (урожденной Питчес) (ок. 1760—1840).
Его дедушкой и бабушкой по отцовской линии были Джордж Ковентри, 6-й граф Ковентри (1722—1809), и Мэри Ганнинг (старшая дочь полковника Джона Ганнинга из Касл-Комба и достопочтенной Бриджит Бурк, дочери Теобальда Бурка, 6-го виконта Мейо) . Его мать была второй дочерью сэра Абрахама Питчеса, бывшего верховного шерифа Суррея, и Джейн Хассел (дочери Роберта Прауза Хассела из Рэйтсбери)..
Он получил образование в колледже Крайст-Черч Оксфордского университета.

## Карьера
10 ноября 1806 года (как достопочтенный Джордж Ковентри) он был назначен своим дедом, 6-м графом (лорд-лейтенант Вустершира), подполковником Вустерширского ополчения, тогда выполнявшим обязанности по обороне дома. Он оставался в этой должности до 21 декабря 1838 года, когда был повышен до полковника полка.
Он заседал в Палате общин Великобритании от Вустера с 1816 по 1826 год. В 1831 году после смерти своего отца Джордж Ковентри унаследовал титул графа 8-го графа Ковентри и вошел в Палату лордов. В 1838—1843 годах — лорд-лейтенант и хранитель рукописей графства Вустершир.

## Личная жизнь
16 января 1808 года Мадресфилд-Корте, Вустершир, Англия, лорд Ковентри женился первым браком на достопочтенной Эмме Сюзанне Лигон (? — 8 августа 1810), дочери Уильяма Лигона, 2-го барона Бошана (1747—1816), будущего 1-го графа Бошана. Примерно во время своей женитьбы он также был связан с Софией Дюбоше, с которой он тайно сбежал и которую впоследствии держал в качестве любовницы, пока за ней ухаживал Томас Ноэль Хилл, 2-й барон Бервик, который женился на ней в 1812 году. Её отношения с Ковентри (тогда виконтом Дирхерстом) подробно описаны сестрой Софии, известной куртизанкой Харриетт Уилсон. Дети от первого брака:
- Джордж Уильям Ковентри, виконт Дирхерст (25 октября 1808 — 5 ноября 1838), в 1836 году он женился на Гарриет Энн Кокерелл, старшей дочери сэра Чарльза Кокерелла, 1-го баронета[англ.][1].

6 ноября 1811 года лорд Ковентри женился во второй раз на леди Мэри Боклерк (30 марта 1791 — 11 сентября 1845), дочери Обри Боклерка, 6-го герцога Сент-Олбанса. Дети от второго брака:
- Леди Мэри Августа Ковентри (11 мая 1812 — 23 сентября 1889), она вышла замуж за Генри Фокса, 4-го барона Холланда[англ.], в 1833 году[1].
- Достопочтенный Генри Амелиус Ковентри (15 октября 1815 — 3 апреля 1873), который женился на Кэролайн Стерлинг Дандас, дочери Джеймса Дандаса, 28-го из замка Дандас, и достопочтенной Мэри Тафтон Дункан (дочери Адама Дункана, 1-го виконта Дункана)[1] .

Лорд Ковентри скончался в мае 1843 года в возрасте 58 лет в Ковентри-хаусе, Пикадилли, Лондон, Англия. Его сын от первого брака умер раньше него, и его титулы унаследовал сын виконта Дирхерста, его внук Джордж.